# Горобець ефіопський
Горобець ефіопський (Passer shelleyi) — вид горобцеподібних птахів родини горобцевих (Passeridae).

## Назва
Вид названий на честь англійського геолога та орнітолога Джорджа Ернеста Шеллі (1840—1910).

## Поширення
Вид поширений в Східній Африці. Трапляється в Південному Судані, Уганді, Кенії, Ефіопії та Сомалі. Мешкає у сухій акацієвій савані.